# Paperboys

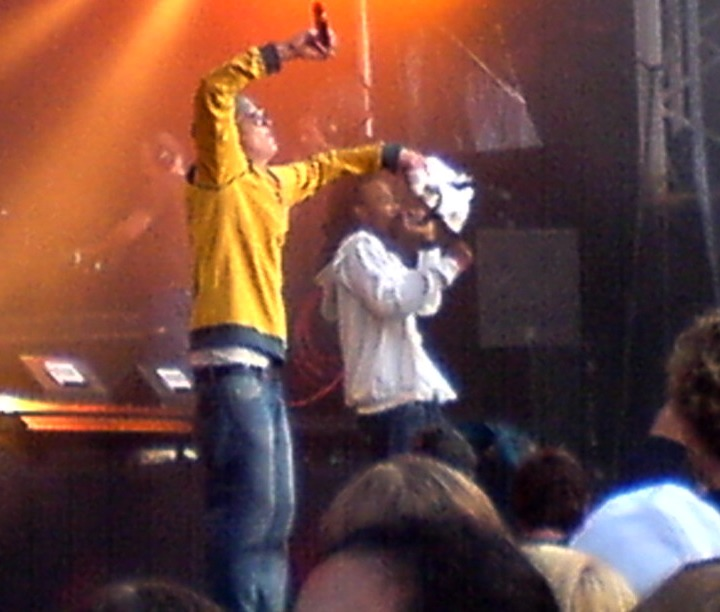
O dueto se apresentando

Paperboys é um dueto de hip-hop norueguês formado pelo rapper Øyvind «Vinni» Sauvik e pelo DJ Ole Aleksander «Pope Dawg» Halstensgård.

## Discografia

### Álbuns
| Ano  | Álbum                             | Maior posição | Certificação |
| Ano  | Álbum                             | NOR           | Certificação |
| ---- | --------------------------------- | ------------- | ------------ |
| 2002 | No Cure for Life                  | 6             |              |
| 2003 | The Great Escape                  | 3             |              |
| 2005 | When Worlds Collide               | 13            |              |
| 2006 | So Far So Good... Songs & Singles | 4             |              |
| 2006 | The Oslo Agreement                | 4             |              |
| 2016 | Be Like Water EP                  | 0             |              |

### Singles
| Ano  | Single                     | Maiores posições | Álbum |
| Ano  | Single                     | NOR              | Álbum |
| ---- | -------------------------- | ---------------- | ----- |
| 2002 | "Barcelona" (feat. Madcon) | 12               |       |
| 2002 | "Find My Way"              | 11               |       |
| 2003 | "What You Need"            | 5                |       |
| 2003 | "On the Low"               | 13               |       |
| 2004 | "One Day"                  | 4                |       |
| 2005 | "Wiggle It"                | 9                |       |
| 2005 | "Keep It Cool"             | 9                |       |
| 2009 | "Lonesome Traveler"        | 1                |       |
| 2016 | "Go Ahead"                 | 36               |       |